# Арафат (гора)
Арафат (гора), (араб. جبل عرفات; Jabal 'Arafat) — гора за 20 км від Мекки. Тут відбувається кульмінаційний обряд хаджу — стояння перед «обличчям Аллаха». Абсолютна висота гори — 454 м над рівнем моря. Висота над прилеглою місцевістю становить 60 м. За мусульманським переданням, саме коло цієї гори зустрілись вигнані з раю Адам і Хавва

## Історія

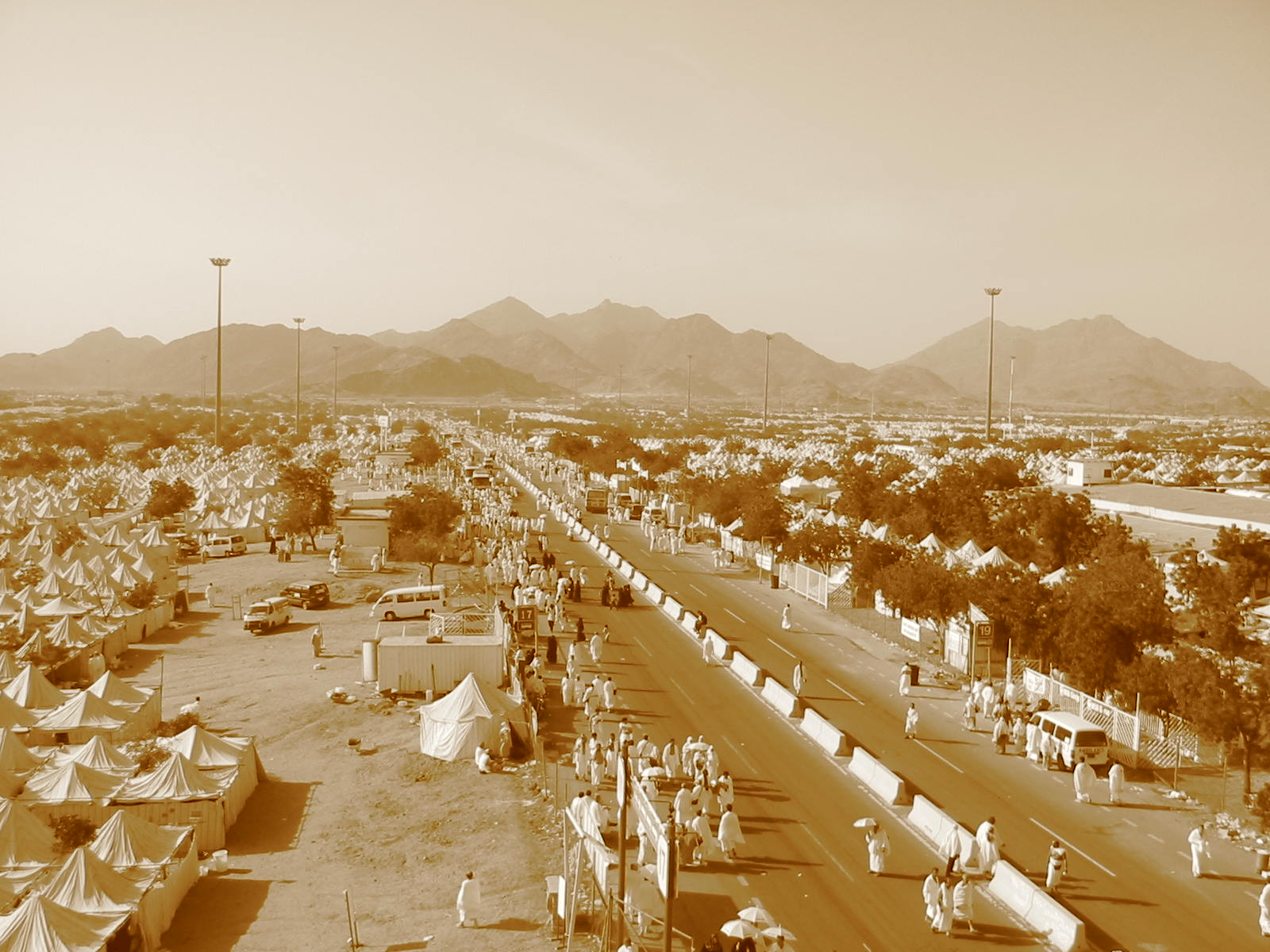
Долина Арафат

За доісламських часів гора називалася Ілал і була місцем язичницького паломництва. У східному схилі гори Арафат вирубані сходи, що ведуть до встановленого на вершині мінарету. На 60-й сходинці влаштований майданчик, з якого читається проповідь Дня Арафат. Гора Арафат знаходиться у долині Арафат (довжина: 11 км, ширина: 6,5 км). З півночі долина обмежена гірським масивом. Щоб потрапити до долини, процесія паломників повинна минути прохід Мазамайн і стовпи, що позначають кордон священної території Мекки. Розташувавшись табором, паломники чекають початку стояння, що відкривається проповіддю опівдні 9-го дня місяця зуль-хіджжа.

У перші століття ісламу в долині Арафат знаходились каменоломні, тут же був споруджений акведук, що постачав водою Мекку